# Icerya callitri
Icerya callitri är en insektsart som först beskrevs av Walter Wilson Froggatt 1923.  Icerya callitri ingår i släktet Icerya och familjen pärlsköldlöss. Inga underarter finns listade i Catalogue of Life.